# Ириней (Середний)
Митрополи́т Ирине́й (в миру Иван Петрович Середний; 10 мая 1939, Столпин) — епископ Украинской православной церкви с 19 октября 1993 года управляет Днепропетровской епархией Украинской православной церкви (Московского патриархата); 19 июня 2002 года был возведён в сан митрополита Днепропетровского и Павлоградского.
Тезоименитство — 23 августа (5 сентября) (священномученика Иринея Лионского).

## Биография
Родился 10 мая 1939 года в селе Столпин Волынского воеводства (Польша) в крестьянской семье. Брат протоиерей Стефан Петрович Средний (1935—2024).
После окончания средней школы в 1957 году поступил в Ленинградскую духовную семинарию, а в 1961 году — в Ленинградскую духовную академию.
В 1963—1966 годах служил в рядах Советской Армии.
В 1968 году окончил Ленинградскую духовную академию со степенью кандидата богословия и был оставлен при академии профессорским стипендиатом.
21 мая 1968 года был рукоположён во диакона в состоянии целибата, а на следующий день — во иерея.
С 1968 года служил в Свято-Троицком соборе Ленинграда.
С 1969 года преподаватель канонического права, секретарь Учёного совета Ленинградской духовной академии и старший помощник инспектора.
1 сентября 1970 года в академическом храме пострижен в монашество с именем Ириней, в честь священномученика Иринея Лионского. В марте 1971 года был возведён в сан архимандрита.
С 13 марта 1971 года по 1975 год служил на Патриаршем подворье в Токио.
27 июля 1975 года в Богоявленском соборе Москвы был хиротонисан во епископа Уфимского и Стерлитамакского. Хиротонию совершили: патриарх Пимен, митрополит Ленинградский и Новгородский Никодим (Ротов), митрополит Таллинский и Эстонский Алексий (Ридигер), митрополит Тульский и Белевский Ювеналий (Поярков).
С 19 июля 1976 года — епископ Серпуховский, викарий Московской епархии, управляющий Патриаршими приходами в Канаде и временно в США.
16 июля 1982 года освобожден от обязанностей управляющего Патриаршими приходами в Канаде и назначен архиепископом Алма-Атинским и Казахстанским.
С 28 марта 1984 года — архиепископ Харьковский и Богодуховский.
С 13 сентября 1989 года — архиепископ Львовский и Дрогобычский. Покинул епархию по собственной просьбе, из страха перед конфликтами, связанными с легализацией Украинской грекокатолической церкви (17 сентября 1989 во Львове был совершён многотысячный поход к собору Святого Юра с требованием легализации УГКЦ в Советском Союзе).
С 10 апреля 1990 года — архиепископ Ровенский и Острожский.
С 19 октября 1993 года — архиепископ Днепропетровский и Криворожский.
С 27 июля 1996 года — архиепископ Днепропетровский и Павлоградский (до 12 сентября временно управлял Криворожской епархией).
19 июня 2002 года был возведён в сан митрополита.
27 июля 2009 года решением Священного Синода Русской православной церкви включён в состав Межсоборного присутствия.
13 февраля 2012 года госпитализирован в тяжёлом состоянии в клиническую больницу им. И. И. Мечникова г. Днепропетровска. 13 марта 2012 года после месяца лечения выписан из больницы.
Не вошёл в новый состав Межсоборного присутствия, утверждённый 23 октября 2014 года решением Священного Синода Русской православной церкви.

28 декабря 2022 года указом № 898/2022 лишен гражданства Украины.

## Награды

### Церковные
Русская православная церковь
- Орден святого равноапостольного великого князя Владимира II и III степени
- Орден преподобного Сергия Радонежского I[6], II и III степени
- Орден святого благоверного князя Даниила Московского I[7] и II степени
- Орден преподобного Серафима Саровского I[8] и II степени
- Орден святителя Алексия, митрополита Московского, III степени[9]

Украинская православная церковь (Московского патриархата)
- Орден преподобного Нестора Летописца I степени
- Орден святого равноапостольного князя Владимира III степени
- Юбилейный орден «Рождество Христово — 2000» I степени
- Юбилейный орден «1020 лет Крещения Киевской Руси»

Польская православная церковь
- Орден св. равноапостольной Марии Магдалины

### Светские
Украина
- Орден «За заслуги» I степени (16 января 2009 года) — за весомый личный вклад в дело консолидации украинского общества, развитие демократического, социального и правового государства и по случаю Дня Соборности Украины[10]
- Орден «За заслуги» II степени (11 мая 2004 года) — за значительный личный вклад в возрождение духовности, утверждение идей милосердия и согласия в обществе и по случаю 65-летия со дня рождения[11]
- Орден «За заслуги» III степени (5 мая 1999 года) — за многолетнюю плодотворную церковную деятельность, весомый личный вклад в утверждение основ христианской морали в обществе[12]
- «Казацкая слава» I и II степени
- Медаль «За заслуги перед городом Днепропетровск» (2003)
- Почётный гражданин Днепропетровска (2013)[13]

Россия
- Орден Дружбы (7 мая 2009 года) — за большой вклад в развитие двустороннего сотрудничества Российской Федерации и Украины[14][15]

## Публикации
- Проблема экуменизма — тема диссертации [Доцент Н. А. Заболотский «Кафоличность — проблема экуменизма»] // Журнал Московской Патриархии. 1969. — № 11. — С. 20-21
- Епископ Филадельфийский Алексий [Ван дер Менсбрюгге] — доктор богословия // Журнал Московской Патриархии. 1969. — № 12. — С. 15.
- Димитрий Димитриевич Вознесенский (некролог) // Журнал Московской Патриархии. 1970. — № 9. — С. 37-38.
- Начало нового учебного года (в Ленинградской духовной академии и семинарии) // Журнал Московской Патриархии. 1970. — № 11. — С. 15-16
- Памятник братской любви // Журнал Московской Патриархии. 1972. — № 11. — С. 28-30
- Профессор С. В. Троицкий; его жизнь и труды в области канонического права [библ. 755] // Богословские труды. 1974. — № 12. — С. 217—247
- «Труды русских канонистов А. П. Павлова, И. С. Бердникова, В. Н. Бенешевича и С. В. Троицкого» (отчет).
- Слово при наречении во епископа Уфимского и Стерлитамакского. // Журнал Московской Патриархии. 1975. — № 10. — С. 12.
- Слово в Свято-Варваринском кафедральном соборе города Эдмонтона // Журнал Московской Патриархии. 1977. — № 7. — С. 29-30
- Речь на праздновании юбилея 75-летия св.-Николаевского собора в Нью-Йорке. (Ноябрь, 1977 г.) // Журнал Московской Патриархии. 1978. — № 7. — С. 19-20.
- День Православия и 13-й съезд клира и мирян Патриарших приходов в Канаде // Журнал Московской Патриархии. 1979. — № 6. — С. 10.
- Его Святейшеству Патриарху Московскому и всея Руси Пимену [благодарность за приветствие III съезду духовенства и мирян Патриарших приходов в США] // Журнал Московской Патриархии. 1981. — № 2. — С. 11-12.
- Митрополиту Ювеналию [благодарность за приветствие III съезду духовенства и мирян Патриарших приходов в США] // Журнал Московской Патриархии. 1981. — № 2. — С. 12.
- Письмо [по поводу ситуации на Украине] // Официальная хроника. Журнал Московской Патриархии. 1993. [пробный номер]. — C. 26.